# Переволока (Тверская область)
Переволока — деревня в Пеновском районе Тверской области.

## География
Находится в западной части Тверской области на расстоянии приблизительно 35 км на северо-запад по прямой от районного центра поселка Пено между озерами Стошня и Колпино.

## История
Деревня была показана на карте 1825 года. В 1859 году здесь (деревня Осташковского уезда) было учтено 10 дворов, в 1939 — 20. До 2020 года входила в Рунское сельское поселение Пеновского района до их упразднения.

## Население
Численность населения: 60 человек (1859 год), 10 (русские 90 %) в 2002 году, 5 в 2010.